# Goddeu

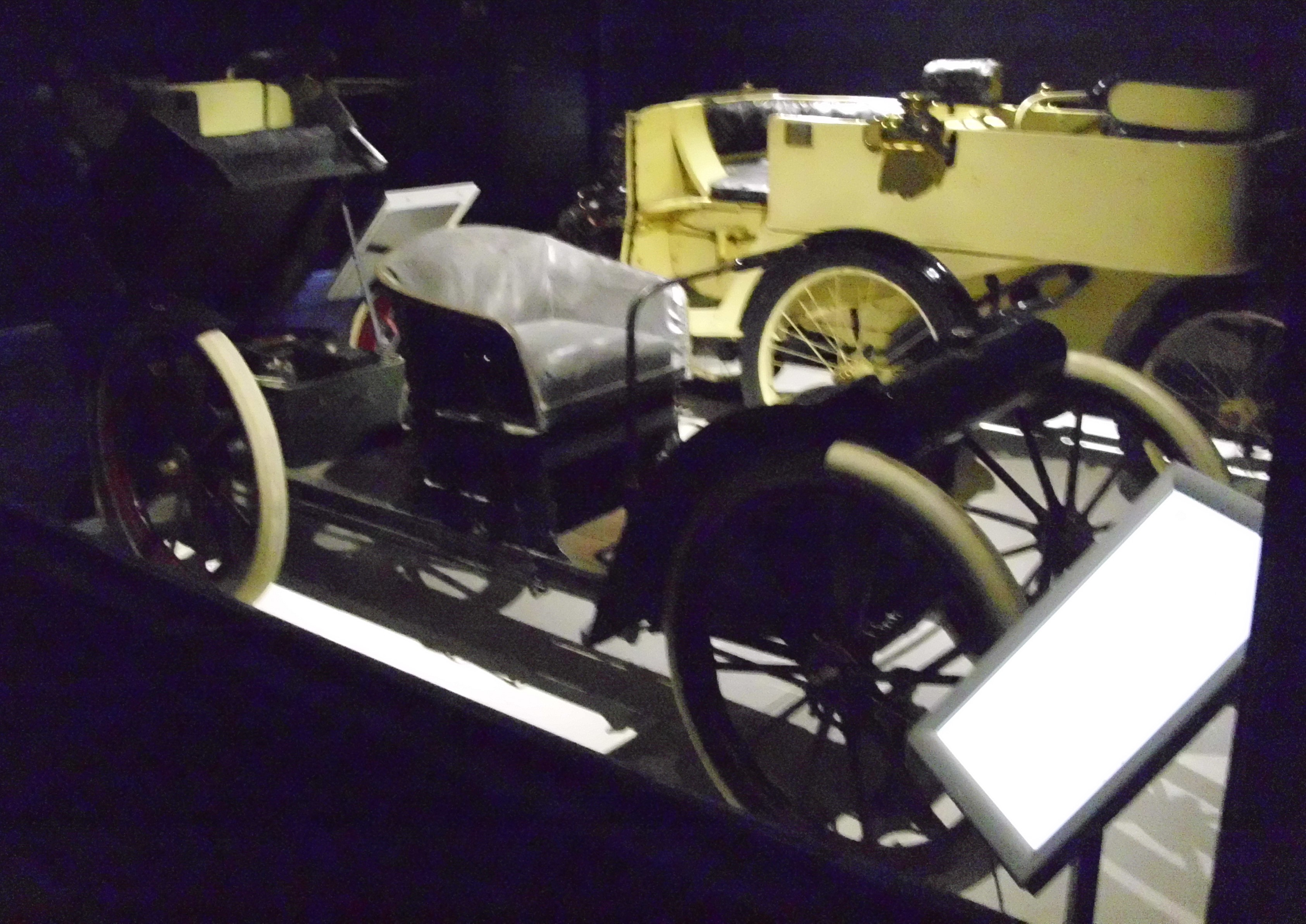
Goddeu von 1898 im Louwman Museum

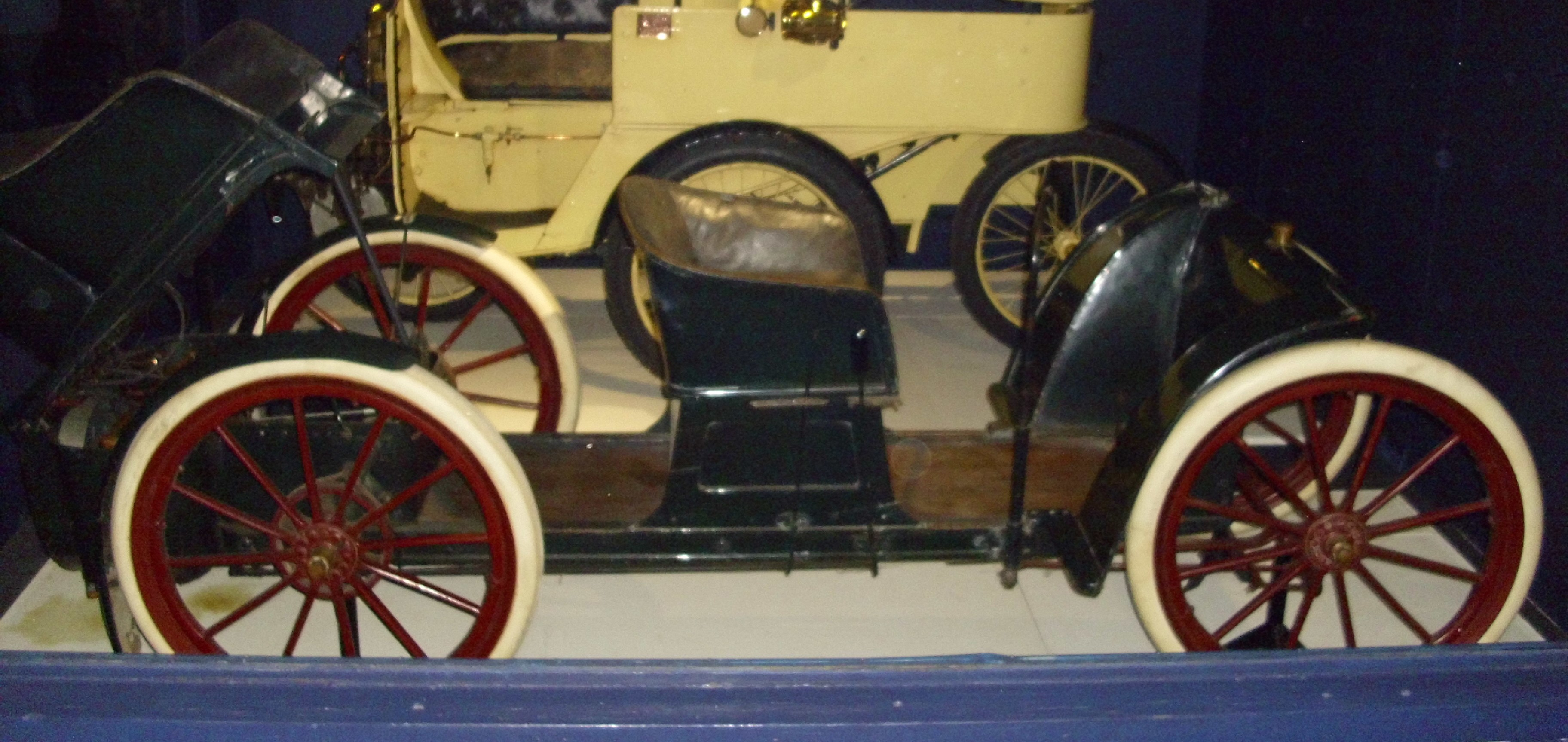
Seitenansicht. Der hintere Sitz ist hochgeklappt, um den Blick auf den Motor zu gewähren.

Goddeu war ein US-amerikanischer Hersteller von Automobilen.

## Unternehmensgeschichte
Louis Goddeu stammte ursprünglich aus Kanada. Er wanderte in die USA aus und wurde reich. Er war an der McKay Metal Fastener Company in Winchester in Massachusetts beteiligt, die später von der United Shoe Machinery Company übernommen wurde. Er war interessiert an Technik und erhielt im Laufe seines Lebens über 300 Patente, darunter eines für ein Heftgerät.
Er stellte zwischen 1898 und 1914 insgesamt fünf Kraftfahrzeuge her. Der Markenname lautete Goddeu. Eines davon existiert noch.

## Fahrzeuge
Das erste Fahrzeug stammt von 1898. Es hat einen Zweizylindermotor, der im Heck montiert ist. Denaturierter Alkohol dient als Kraftstoff. Das Getrieb hat zwei Gänge. Die Karosserie ist offen. Sie hat zwei Sitze hintereinander. Dieses Fahrzeug wurde 1951 restauriert. Im August 2004 wurde es für 33.000 US-Dollar versteigert. Es ist im Louwman Museum in Den Haag ausgestellt.
Zu den vier folgenden Fahrzeugen liegen keine Details vor.